# Alfred Forchel
Alfred Forchel (* 13. August 1952 in Stuttgart) ist ein deutscher Physiker. Er war von 2009 bis 2021 Präsident der Julius-Maximilians-Universität Würzburg.

## Leben und Wirken
Forchel ist ordentlicher Professor für Physik an der Universität Würzburg und hat dort seit 1990 den Lehrstuhl für Technische Physik inne. Sein Arbeitsgebiet ist die Nanotechnologie. Nach der gewonnenen Wahl vom 2. Februar 2009 war er seit 1. Oktober 2009 Präsident der Universität Würzburg. Am 1. Oktober 2015 begann Forchels zweite Amtszeit, welche am 31. März 2024 endete.
Sein Nachfolger im Amt ist der Psychologe Paul Pauli.
Er wurde 1982 an der Universität Stuttgart mit einer Arbeit zum Thema Thermodynamische Eigenschaften optisch angeregter Elektron-Loch-Plasmen in Halbleitern promoviert. Die Habilitation erfolgte 1988, ebenfalls in Stuttgart, mit einer Arbeit über Dimensionsabhängige elektronische Eigenschaften von Halbleiterstrukturen. 
Alfred Forchel folgte 1990 einem Ruf auf den Würzburger Lehrstuhl für Technische Physik. Er übernahm die Leitung des Mikrostrukturlabors, das 1994 in Betrieb ging.
Forchel ist einer der Urheber des im Wintersemester 2000/2001 eingerichteten Studienganges Nanostrukturtechnik, des ersten ingenieurwissenschaftlichen Studienganges der Universität Würzburg. Für das von der Bayerischen Staatsregierung im Rahmen der „Allianz Bayern Innovativ“ geförderte „Cluster Nanotechnologie“, das Ende 2006 seine Arbeit aufgenommen hat, zeichnete Forchel als Sprecher. 
Gemeinsam mit Würzburger Kollegen aus den Fakultäten für Chemie und Physik hat er im Jahr 2008 die Realisierung eines neuen Zentrums für Nanotechnologie angestoßen und vorangetrieben, das auf dem Campus am Hubland entstehen soll. Schließlich ist Forchel auch einer der Initiatoren des Wilhelm-Conrad-Röntgen-Forschungszentrums, das im Rahmen des Sonderprogramms „Bayern excellent“ gefördert wird. Die anstehende Errichtung eines Nordbayerischen Anwenderzentrums für ultra-hochauflösende Analytik wurde ebenfalls von Forchel maßgeblich unterstützt.
2016 wurde Forchel zum auswärtigen Mitglied der Russischen Akademie der Wissenschaften gewählt. Für 2021 wurde ihm der Welker Award zugesprochen.

## Kritik
Am 20. Juni 2012 wurde durch die Studierendenvertretung der Universität Würzburg ein Offener Brief veröffentlicht, in dem Universitätspräsident Alfred Forchel für seinen Umgang mit der Studierendenvertretung kritisiert wurde.